# Yukio Fujimaki
Yukio Fujimaki (jap. 藤巻 幸夫, Fujimaki Yukio, eigene Schreibung als Unternehmer teilweise 藤巻 幸大; * 5. Januar 1960 in der Präfektur Tokio; † 15. März 2014 ebenda) war ein japanischer Unternehmer und Politiker und von 2012 bis 2014 Abgeordneter im Sangiin, dem Oberhaus des nationalen Parlaments, über die landesweite Verhältniswahl, zunächst für die Minna no Tō, dann die Yui no Tō.
Fujimaki studierte an der wirtschaftswissenschaftlichen Fakultät der Sophia-Universität und wurde nach seinem Abschluss 1982 Mitarbeiter des Kaufhauskonzerns Isetan. Dort blieb er bis zum Jahr 2000, danach war er vor allem im Mode- und Bekleidungsbereich unter anderem für die Seven & I-Gruppe und Itō-Yōkadō tätig und gründete eigene Unternehmen, teilweise zusammen mit seinem Halbbruder Takeshi.
In die aktive Politik stieß er bei der Sangiin-Wahl 2010 vor, als er für die Minna no Tō als Verhältniswahlkandidat antrat. Er erhielt landesweit 32.161 Vorzugsstimmen und erreichte damit Platz 9 auf der Liste der Minna no Tō, die aber nur sieben Verhältniswahlmandate gewann. Erst als Ende 2012 mehrere Oberhausabgeordnete der Partei zurücktraten, um bei der Unterhauswahl zu kandidieren, wurde Fujimaki als Nachrücker Abgeordneter. Im Sangiin war er unter anderem Mitglied des Ausschusses für Land und Verkehr.
Im Dezember 2013 schloss sich Fujimaki der Yui no Tō von Kenji Eda an, die sich im Streit über eine Annäherung der Minna no Tō an die regierende LDP formierte. Kurz darauf wurde er wegen einer akuten Pankreatitis ins Krankenhaus eingeliefert und starb im März 2014 an einem Blutungsschock. Nachrücker für Fujimaki von der Minna no Tō wird voraussichtlich Shigeru Tanaka, ehemaliger Sekretär von Yasuhiro Nakasone.
Fujimakis Halbbruder Takeshi wurde 2013 ebenfalls Abgeordneter im Sangiin (Nippon Ishin no Kai, Verhältniswahl).